# آنجلو پاگوتو
آنجلو پاگوتو (انگلیسی: Angelo Pagotto؛ زادهٔ ۲۱ نوامبر ۱۹۷۳) بازیکن فوتبال اهل ایتالیا است.
از باشگاه‌هایی که در آن بازی کرده‌است می‌توان به باشگاه فوتبال پروجا، باشگاه فوتبال تورینو، باشگاه فوتبال پیستویزه، باشگاه فوتبال کروتونه، باشگاه فوتبال سمپدوریا، باشگاه فوتبال رجانا، باشگاه فوتبال تریستیانا، باشگاه فوتبال امپولی، باشگاه فوتبال آ.ث. میلان، باشگاه فوتبال ناپولی، و باشگاه فوتبال اتلتیکو آرتزو اشاره کرد.
وی همچنین در تیم‌های ملی فوتبال زیر ۱۸ سال ایتالیا و زیر ۲۱ سال ایتالیا بازی کرده‌است.